# Громов, Сергей Александрович (журналист)
Серге́й Алекса́ндрович Гро́мов (10 января 1929, Верхняя Луговая, Краснококшайский кантон, Марийская автономная область — 29 июля 2010, Йошкар-Ола, Марий Эл) — марийский советский журналист, юрист, член Союза журналистов СССР. Собкор, литературный сотрудник, заведующий отделом республиканской газеты Марийской АССР «Марийская правда» (1957—1991). Заслуженный работник культуры РСФСР (1989), заслуженный работник культуры Марийской АССР (1979). Член КПСС.

## Биография
Родился 10 января 1929 года в д. Верхняя Луговая ныне Звениговского района Марий Эл.
В 1956 году окончил Ленинградскую следственную школу Прокуратуры СССР, а в 1962 году — Ленинградский государственный университет. На первых порах работал наборщиком в типографии, следователем в прокуратуре Семёновского района Марийской АССР.
Принят в ряды КПСС. В 1957 году началась его журналистская карьера в редакции республиканской газеты «Марийская правда». Здесь до 1991 года он проработал на должностях собкора, литературного сотрудника, заведующего отделом.
В 1979 году ему присвоено почётное звание «Заслуженный работник культуры Марийской АССР», в 1989 году — звание «Заслуженный работник культуры РСФСР».
Умер 29 июля 2010 года в г. Йошкар-Оле.

## Звания и награды
- Заслуженный работник культуры РСФСР (1989)[2][3]
- Заслуженный работник культуры Марийской АССР (1979)[2][3]
- Медаль «За доблестный труд. В ознаменование 100-летия со дня рождения Владимира Ильича Ленина»
- Бронзовая медаль ВДНХ (1978)[2][3]
- Почётная грамота Президиума Верховного Совета Марийской АССР (1966)[2][3]